# Martín Vázquez (futebolista)
Rafael Martín Vázquez (Madri, 25 de setembro de 1965) é um ex-futebolista espanhol.
Sua carreira é diretamente ligada ao Real Madrid, clube que defendeu entre 1983 e 1990, com um retorno em 1992. Deixou a equipe Merengue definitivamente em 1995.

## Carreira
Martín Vázquez foi promovido do Castilla (filial do Real Madrid) ao time principal em 1983, iniciando uma carreira vitoriosa ao serviço dos Merengues.
Durante sua passagem, ele foi integrante da famosa "La Quinta del Buitre" (A Quinta do Abutre, em português). Dela faziam parte, além de Martín Vázquez, Míchel, Emilio Butragueño (El Buitre), Miguel Pardeza e Manolo Sanchís. Na temporada 1989-90, o Real marcou impressionantes 107 gols, tendo o mexicano Hugo Sánchez (outro grande nome dos Merengues) marcado 38.
Em 1990, seu contrato com o Real não é renovado e Martín Vázquez assina com o Torino, onde atua por dois anos, marcando apenas três gols em 64 partidas. Entretanto, ele deteve uma marca importante no Calcio: durante sua passagem pelo Torino, foi o estrangeiro mais bem pago do futebol italiano.
Sua passagem pelo francês Marseille foi ainda pior: em apenas dois meses, ele atuou em apenas sete jogos, marcando um único gol.
De volta ao Real Madrid em 1992, Martín Vázquez tem um desempenho muito fraco, mesmo atuando em 89 partidas, fez apenas oito gols.
Em 1995, Vázquez diz adeus em definitivo ao Real Madrid, e assina com o Celaya, onde reencontra seus ex-companheiros Míchel e Butragueño, que encerrariam a carreira mais tarde.
Perseguido por seguidas lesões, Vázquez assina um contrato com o Karlsruhe, onde joga cinco partidas e se despede como jogador em 1998.

## Carreira naFúria
Vázquez atuou durante quatro anos nas seleções de base da Espanha, sendo convocado pela primeira vez para o time principal em 1987, em amistoso contra Luxemburgo.
Com a camisa da Seleção principal da Fúria, ele disputou 38 jogos e marcou um gol. Na base, onde jogou de 1983 a 1987, foram 28 partidas e quatro gols.
Somando as passagens pela base e pela Seleção principal, Vázquez disputou 66 jogos e marcou quatro gols.

## Títulos
- Com o Real Madrid

Copa da UEFA2 (1984-85 e 1985-86)
Campeonato Espanhol6 (1985–86, 1986–87, 1987–88, 1988–89, 1989–90, 1994–95)
Copa do Rei2 (1988–89, 1992–93)
Copa da Liga Espanhola1 (1984–85)
Supercopa da Espanha3 (1988, 1989, 1993)
- Com o Torino

Copa da UEFAVice-campeonato em 1991-92